# Thorius pinicola
Thorius pinicola é uma espécie de anfíbio caudados da família Plethodontidae. Está presente no México. A UICN classificou-a como em perigo crítico.